# 南充高坪机场
南充高坪机场是一座位於中国四川省南充市的军民合用机场，飞行区等级4C级，预留4D级，于2004年5月15日建成。
南充高坪机场也是中国民用航空飞行学院的训练机场。

## 历史沿革
1941年南充火花机场建成，时名南充都尉坝机场，占地80.6万平方米，当时属军用机场，但未投入使用。
1958年改建为民用机场并通航，20世纪70年代末到80年代初，火花机场航班机型为“立-2型 ”和“运-5型”，开通过南充至成都、南充至达县、南充至重庆的航线航班。
1983年火花机场停航，1989年2月扩建复航，1999年4月再次停航。
2002年3月，南充高坪机场正式开工建设，机场按4D级规划，4C级标准建设。
2004年5月初，机场完工。建成后的南充高坪机场为4C级民用机场，跑道长2400米，宽60米，可满足波音737、空客A320等机型正常起降。机场概算总投资约2.5亿，占地2600亩，机场主降方向设Ι类精密进近灯光系统，设有中线灯、坡度灯、顺序闪光灯、边灯等。具备有夜航条件，并配有自动转报、气象自动观、卫星等先进的空管及气象设备。
2004年8月20日，南充高坪机场隆重举行首航庆典，时任四川省副省长黄小祥出席庆典仪式并宣布南充高坪机场正式通航。
2009年7月经国务院、中央军委批准立项，同意扩建实行军民合用。
2011年，扩建民航停机坪13800平方米，新建军航停机坪、营房、油库、军械库、雷达站等设施，满足空军一个乙级场站和一个飞行学院飞行团的使用需求。
2012年11月26日，南充机场新跑道试飞验收成功，新跑道规格为2800m*60m，可满足波音757、767及空客A340等宽体机起降。同期为缓解成都双流机场空域紧张，彭山观音机场搬迁至南充高坪机场，南充高坪机场正式成为军民合用机场。
2013年3月12日，新跑道投入使用，旧跑道转为独立滑行道，高坪机场成为四川除成都、绵阳外第三个有独立滑行道的机场。
2018年3月25日，中国南方航空的空中客车A321驻站，实现了高坪机场驻站飞机的“零突破”。
2019年12月27日，2號航站樓正式啟用，原有1號航站樓隨即關閉，並於2021年1月完成拆卸。

## 未来发展
2016年南充高坪机场全年旅客吞吐量近60万人次，大大超出原设计容量，航站楼及停机坪的整体改扩建迫在眉睫。2004年建成的南充机场航站楼仅3400平米，航站楼投入使用已经13年，目前航站楼无餐饮等服务区域，同时旅客候机、休息空间很小，没有餐饮服务区。航站楼行李检运、弱电、消防等系统及相关配套设施，与当前民航发展要求不符。
为适应南充高坪机场航空业务量日益增长的需要，南充市人民政府早在2013年就制定了对南充机场改造方案，提交至四川省发改委审批，2014年6月20日获得批复，航站楼规划由中国民航机场建设集团公司设计，改造工程已于2016年底开工建设，预计2019年内竣工。改造工程将新建10000㎡的T2航站楼，配备3个登机廊桥，10个值机柜台；同时改造现航站楼3140平方米，新建旅客停车场5500平方米；扩建2个C类机位站坪；新建货运站建筑面积1000平方米。同时，将配套建设生产生活辅助、消防救援、供水、供电等设施。 全部按满足2025年年旅客吞吐量100万人次，年货邮吞吐量6000吨、年起降10178架次设计建设。T2航站楼已于2019年12月投入服務。
由于2018年机场客运量已经非常接近T2航站楼设计的100万人次的容量，因此T2航站楼将面临建成即落后的窘境。因此，T2航站楼落成后，将立即启动新的扩建工作。新扩建工作将按照国家开放口岸标准进行建设，设计年旅客吞吐量350万人次至500万人次，新建或扩建停机位、货运站、消防站、联检大楼等系列配套项目，配套建设供电、给排水等辅助设施，设置完整的边检、海关、检验检疫体系，开通国际或地区航线航班，并对机场航站楼外观进行一体化打造，建成后航站楼总面积将达到36000㎡。

## 航空公司与航点
2023夏秋航季
| 航空公司           | 目的地                                  |
| ------------------ | --------------------------------------- |
| 中国南方航空（CZ） | 北京/大兴、广州、深圳、惠州、南宁、西宁 |
| 中国东方航空（MU） | 昆明、上海/浦东                         |
| 乌鲁木齐航空（UQ） | 乌鲁木齐、温州                          |
| 北部湾航空（GX）   | 济南、南宁、天津                        |
| 四川航空（3U）     | 西双版纳                                |
| 厦门航空（MF）     | 长沙、厦门、杭州、武汉、福州            |
| 西藏航空（TV）     | 沈阳、拉萨、大理、天津                  |
| 春秋航空（9C）     | 上海/浦东                               |